# ناتالی آرمین
ناتالی آرمین بازیگر بریتانیایی است. او در تعدادی از تولیدات نمایشی ظاهر شده است. در تلویزیون، او برای ایفای نقش در سریال‌هایی چون کمدی جویس (۲۰۲۳) در بی‌بی‌سی سه و درام محاکمه نمایشی (۲۰۲۴) در بی‌بی‌سی وان شناخته می‌شود.

## زندگی و تحصیل
ناتالی آرمین از پدر و مادری ایرانی به دنیا آمد. او در مدرسه مرکزی سلطنتی سخنرانی و نمایش تحصیل کرده است.

## حرفه
آرمین در نمایش دیوید هیر در پشت برای همیشه‌های زیبا، و محصول تحسین‌شده ۲۰۱۵ «مادر لعنتی با کلاه» اثر استفان ادلی گویرگیس، هر دو در تئاتر ملی سلطنتی ظاهر شد.
فیونا مونتفورد منتقد، در نقد و بررسی ایونینگ استاندارد خود از نمایشنامه، لیم هاوس استیو واترT در انبار دونمار، از آرمین به عنوان «یکی از بهترین بازیگران زن صحنه نادیده گرفته شده این کشور» تمجید کرد.
آرمین بعداً در کنار جولیت استیونسون در تولید اصلی فیلم تحسین شده دکتر رابرت آیک در تئاتر آلمیدا، و در سال ۲۰۲۳ در اولین نمایش انگلیسی فیلم زندگی کوچک برگرفته از رمان هانیا یاناگیهارا، به کارگردانی ایوو ون هوو بازی کرد.
فیلم‌های آرمین عبارتند از : افتخار از دست رفته کریستوفر جفریس اثر پیتر مورگان، کمدی-درام خانه برنده جایزه C4 و اقتباس تلویزیونی تحسین شده از قتل‌های زاغی اثر آنتونی هوروویتز.
در سال ۲۰۲۳ او در سریال کمدی با رده‌بندی معمولی بی‌بی‌سی سه، رئیس اثر موان رضوان و جویس به ایفای نقش پرداخت. او در سال ۲۰۲۴ در سری دوم سریال محاکمه نمایشی شبکه بی‌بی‌سی در نقش اصلی ظاهر شد.

## نقش‌ها

### تئاتر
| سال  | عنوان                       | نقش            | یادداشت‌ها                     |
| ---- | --------------------------- | -------------- | ----------------------------- |
| ۲۰۰۰ | "محلی"                      | یاسمین         | تئاتر رویال کورت              |
| ۲۰۰۲ | "CrazyBlackMuthaF*ckinSelf" | کریما          | تئاتر رویال کورت              |
| ۲۰۰۴ | اتلو                        | بیانکا         | رویال شکسپیر کامپنی           |
| ۲۰۰۷ | "دمشق"                      | مونا           | تئاتر تراورس / تئاتر کیلن     |
| ۲۰۰۹ | شب‌های عربی                  | همسر قاسم      | رویال شکسپیر کامپنی           |
| ۲۰۱۲ | بمب                         | ایرینا         | تئاتر کیلن                    |
| ۲۰۱۵ | پشت ابدیت‌های زیبا           | پورنیما        | تئاتر ملی سلطنتی              |
| ۲۰۱۵ | دارا                        | جهان آرا       | تئاتر ملی سلطنتی              |
| ۲۰۱۵ | مادران با کلاه              | ویکتوریا       | تئاتر ملی سلطنتی              |
| ۲۰۱۶ | دنیای دیگر                  | یاسمین         | تئاتر ملی سلطنتی              |
| ۲۰۱۷ | خانه آهکی                   | دبی اوون       | انبار دونمار                  |
| ۲۰۱۸ | ماشینی                      | تنگ‌نگار/پرستار | تئاتر آلمیدا                  |
| ۲۰۱۸ | "رالی: محاکمه خیانت"        | کک             | گلوب شکسپیر                   |
| ۲۰۱۹ | آنا                         | ماریون بورمر   | تئاتر ملی سلطنتی              |
| ۲۰۱۹ | دکتر                        | سنگ چخماق      | تئاتر آلمیدا                  |
| ۲۰۲۲ | فورس ماژور                  | شارلوت         | انبار دونمار                  |
| ۲۰۲۳ | یک زندگی کوچک               | آنا            | تئاتر هارولد پینتر/تئاتر ساوی |

### تلویزیون
| سال  | عنوان                             | نقش            | یادداشت‌ها                             |
| ---- | --------------------------------- | -------------- | ------------------------------------- |
| ۲۰۰۲ | هیئت داوران                       | آشر            | تلویزیون گرانادا                      |
| ۲۰۰۵ | ویلیام و مری                      | نولا           | مریدین / آی‌تی‌وی سری ۱، ۲ و ۳          |
| ۲۰۰۵ | Spooks                            | جومانا         | بی‌بی‌سی                                |
| ۲۰۰۵ | حرمسرای انگلیسی                   | فیروزه         | آی‌تی‌وی                                |
| ۲۰۰۸ | انسان بودن                        | النور          | تلویزیون کاغذ لمسی                    |
| ۲۰۰۹ | نمایش امید جلیلی                  | کاترین آراگورن | بی‌بی‌سی                                |
| ۲۰۰۹ | The Fixer                         | دی اس رو       | آفرین                                 |
| ۲۰۱۵ | افتخار از دست رفته کریستوفر جفریز | ملیسا چپمن     | فیلم و تلویزیون کارناوال              |
| ۲۰۱۶ | Maigret: Maigret's Dead Man       | نینا گوبرت     | PeKet Co-Productions Limited / آی‌تی‌وی |
| ۲۰۱۶ | انسانها                           | طبیتا          | کانال چهار / AMC                      |
| ۲۰۱۷ | ورا                               | اوا موتیان     | آی‌تی‌وی                                |
| ۲۰۱۷ | فراموش نشده                       | آبشش           | Mainstreet Pictures / آی‌تی‌وی          |
| ۲۰۱۷ | Electric Dreams                   | وکیل دولت      | کانال چهار/ سونی/ ساحل چپ             |
| ۲۰۱۸ | مارسلا                            | هلن            | آی‌تی‌وی / Buccaneer                    |
| ۲۰۱۹ | خانه                              | یاسمین         | کانال ۴ سری ۱/کانال X                 |
| ۲۰۲۰ | خیلی نزدیک                        | تعقیب قضایی    | آی‌تی‌وی                                |
| ۲۰۲۰ | خانه                              | یاسمین         | سریال ۲ کانال ۴ / کانال X             |
| ۲۰۲۱ | قتل‌های زاغی                       | ملیسا کانوی    | PBS / بریت باکس                       |
| ۲۰۲۲ | Flatshare                         | تانیا جوزف     | بی‌بی‌سی                                |
| ۲۰۲۲ | خیانت                             | لیدیا ینا      | نتفلیکس                               |
| ۲۰۲۲ | "پروژه بدون عنوان آلفونسو کوارون" | پرستار         | اپل تی‌وی                              |
| ۲۰۲۳ | Juice                             | رئیس           | بی‌بی‌سی سه                             |
| ۲۰۲۴ | Showtrial                         | لیلا           | سری ۲ / تولیدات جهانی                 |

### فیلم
| سال  | عنوان             | نقش            | یادداشت‌ها                          |
| ---- | ----------------- | -------------- | ---------------------------------- |
| ۲۰۰۷ | "خودت را رشد بده" | ثریا           | بی‌بی‌سی فیلم                        |
| ۲۰۱۶ | انکار             | مونیکا دو شانز | بی‌بی‌سی فیلم                        |
| ۲۰۱۶ | "برخوردهای زمینی" | دکتر کیز       | فیلم کوتاه / انگلستان خلاق         |
| ۲۰۱۸ | امتیاز نهایی      | میلسون         | Signature Films / گروه فیلم هایلند |
| ۲۰۲۲ | بتمن              | رهبر ATF       | برادران وارنر                      |
| ۲۰۲۳ | آنا               | معرت           | مجموعه فیلم‌های خوب                 |